# Verband jüdischer Studenten in Bayern
Der Verband Jüdischer Studenten in Bayern e.V. (VJSB) ist die größte und älteste bayerische Vereinigung jüdischer Studierender und junger Erwachsener. Der gemeinnützige Studentenverband sieht seine Aufgabe in der Förderung und Vernetzung des jungen jüdischen Lebens in bayerischen jüdischen Gemeinden sowie in der Stärkung des jungen jüdischen politischen Aktivismus. Der Verband repräsentiert etwa 1000 Mitglieder im Alter von 18–35 Jahren. Vorsitzender ist seit Dezember 2019 der Münchner Michael Movchin.

## Tätigkeitsfelder
Die Verbandsarbeit richtet sich insbesondere an die an der jüdischen Religion und Kultur interessierten jüdische Studierende und junger Erwachsene. Die Aufgaben sind im Einzelnen: Förderung des kulturellen und religiösen Zusammenlebens durch Veranstaltungen mit thematischem und personellem Bezug zum Judentum oder zu Israel; Organisation und Durchführung gemeinsamer Veranstaltungen mit kulturellem, politischem und religiösem Hintergrund, insbesondere anlässlich jüdischer Feiertage sowie Gedenktage; Förderung der Kommunikation durch Informationsaustausch zwischen den Verbandsmitgliedern und anderen jüdischen sowie nicht jüdischen Personen und Institutionen; Ideelle Unterstützung des Staates Israel in dessen Funktion als nationales und kulturelles Zentrum des jüdischen Volkes unter Einschluss der Öffentlichkeitsarbeit des Verbandes zugunsten Israels; Förderung der Völkerverständigung.

## Struktur
Die Mitgliederversammlung ist das oberste Organ des Verbands. Eine ordentliche Mitgliederversammlung wird jeweils im vierten Quartal des Jahres während der Vorlesungszeit der bayerischen Universitäten durch den Vorstand einberufen. Der Vorstand besteht aus drei oder fünf Mitgliedern und wird auf der Mitgliederversammlung für ein Jahr gewählt.
Der Vorstand setzt sich seit dem 6. Dezember 2020 aus Michael Movchin (Vorsitzender), David Münz (Kultus, Finanzen) und Ron Sobol (PR) zusammen.

## Geschichte
Der Verband wurde in der Nachkriegszeit 1947 zunächst als Interessenvertretung jüdischer Studierender gegründet. In den Gründungsjahren leistete der VJSB Hilfe für Lebensmittelkarten und Studienberatung. Im Laufe der Zeit wandelte der Verband sich zu einer gesellschaftspolitischen Initiative von Studenten und jungen Erwachsenen zwischen 18 und 35 Jahren aus den jüdischen Gemeinden Bayerns. Eintragen wurde der Verband 1957. Als Ziele wurden damals u. a. die Aufklärung über Israel, Sozialarbeit, kulturelle und gesellschaftliche Veranstaltungen genannt.

## Politische Positionen
2012 kritisierte der Verband den Auftritt von Haneen Zoabi im Rahmen der „Palästina-Tage“ in München. Zoabi akzeptiert den Staat Israel nicht, weil dieser sich als jüdischer Staat verstehe und spricht von „politischem Rassismus“. Offen ruft sie zur Abschaffung des jüdischen Staates auf.
Im Rahmen einer gemeinsame Pressemitteilung mit AmEchad, der Grünen Jugend, der Linksjugend [‘solid], der Piratenpartei sowie der Deutsch-Israelischen Gesellschaft kritisierte der VJSB im Jahr 2014 das Eine-Welt-Haus in München, welches Räumlichkeiten an BDS-Organisationen vermietete. Die Münchner Begegnungsstätte wurde darin aufgefordert, Veranstaltungen abzulehnen, die Israel direkt oder indirekt das Existenzrecht absprechen. Die unterzeichnenden Organisationen warfen dem Programmvorstand unter anderem eine zunehmende Delegitimierung und Dämonisierung Israels bei Veranstaltungen im Eine-Welt-Haus vor.
Am 7. November 2018 fand im LMU-Hauptgebäude eine Veranstaltung unter dem Titel „Israel, Palästina und die Grenzen des Sagbaren“ statt. Ein Bündnis aus jüdischen und israelsolidarischen Organisationen, darunter der VJSB, hatten den Präsidenten der LMU, Bernd Huber, in einem offenen Brief dazu aufgefordert, die Veranstaltung abzusagen. Der für den Lehrbereich verantwortliche Professor Michael Meyen gab an, dass es sich um eine wissenschaftliche Veranstaltung handelt, die in eine Unterrichtsreihe eingebunden ist und der es nicht um eine politische Diskussion geht. Das Präsidium der Universität hat die Veranstaltung daraufhin im Sinne des Pluralismus und der Redefreiheit trotz den Protesten zugelassen und bedauerte diese Entscheidung im Nachhinein.
Im Januar 2019 bekam der Karikaturist Dieter Hanitzsch einen von der Ernst-Hoferichter-Stiftung vergebenen Preis für sein Lebenswerk verliehen. An der Preisvergabe übte der VJSB scharfe Kritik, da Hanitzsch im Mai 2018 eine Karikatur in der Süddeutschen Zeitung veröffentlichte, die antisemitische Stereotype transportierte. Die Zeitung beendete daraufhin die Zusammenarbeit mit dem Karikaturisten. Das Linke Bündnis gegen Antisemitismus, in dem sich vor allem Aktivisten der Grünen Jugend, der Linksjugend und solche aus dem antifaschistischen Spektrum organisieren, demonstrierten gemeinsam mit dem VJSB und dem Jungen Forum der Deutsch-Israelischen Gesellschaft gegen die Verleihung. „Für antisemitische Karikaturen darf kein städtischer Preis verliehen werden“, forderte Michael Movchin, Vorstand des VJSB. Die Ehrung sei ein „Schandbild für die Münchner Kultur“. Charlotte Knobloch, Präsidentin der Israelitischen Kultusgemeinde München und Oberbayern, bezeichnete die Auszeichnung „mehr als befremdlich und völlig unangemessen“.
Die geplante Ausrichtung eines Konzerts des Rappers Kollegah am 14. Dezember 2019 im Backstage München wurde vom VJSB umfangreich kritisiert. In der Stellungnahme wird nicht nur auf den Antisemitismus und den Sexismus Kollegahs eingegangen, sondern auch der Umgang des Backstage mit dieser Problematik angegriffen. Auch Bayerns Antisemitismus-Beauftragter Ludwig Spaenle hatte das geplante Konzert zuvor deutlich kritisiert. Daraufhin sagten das Backstage und der VIP Club das ausverkaufte Konzert kurzfristig ab. Nach Angaben der Münchner Polizei hatte Kollegah selbst entschieden, nicht im VIP Club aufzutreten. Laut Veranstalter war die „absolut destruktive Haltung des Künstlers“ ausschlaggebend für die Absage. Er habe sich nicht von antisemitischen Aussagen distanziert und sich noch im November 2019 über seine Kritiker lustig gemacht.
In einer gemeinsamen Stellungnahme mit der Jüdischen Studierendenunion Deutschlands (JSUD) forderten beide im Juli 2020 von der Stadt München, ihren BDS-Beschluss aufrechtzuerhalten. Dabei kritisierten die Stundenverbände, dass die BDS-Bewegung zahlreiche Verknüpfungen zu terroristischen Vereinigungen unterhalte und ihre Handlung regelmäßig gemäß der Definition von Antisemitismus der International Holocaust Remembrance Alliance als antisemitisch einzustufen sind. Unterstützt werden sie dabei unter anderem von zahlreichen Jugendorganisationen der politischen Parteien in München und dem Beauftragten der Bayerischen Staatsregierung für jüdisches Leben und gegen Antisemitismus, Ludwig Spaenle. Der Münchner Stadtrat hatte im Dezember 2017 beschlossen, dass niemand, der sich mit dieser Kampagne befasst oder unterstützt, dafür städtische Zuschüsse erhalten oder einen kommunalen Raum nutzen darf. Das Verwaltungsgericht München bestätigte die Rechtmäßigkeit dieses Beschlusses im Dezember 2018. Der 4. Senat des Bayerischen Verwaltungsgerichtshofs verhandele die Berufung gegen das Urteil der Vorinstanz und hob den Stadtratsbeschluss auf. Kläger war unter anderem Professor Michael Meyen. Der Verband reagierte mit Bestürzung auf das Urteil und plädierte an den Oberbürgermeister der Stadt München Dieter Reiter alle rechtlichen Möglichkeiten auszuschöpfen.

## Aktivitäten
Im Jahr 2007 organisierte der VJSB eine Fahrradrallye durch München mit allen jüdischen Jugendgruppen, wodurch 59 Bäume in Israel gepflanzt werden konnten.
Im Vorfeld der Landtagswahl in Bayern 2018 lud der Verband Vertreter der Jugendorganisationen von CSU, SPD, den Grünen, der FDP und den Linken zum „Political Talk“ unter dem Motto „Zukunft gestalten für Bayern, Deutschland und die Welt“ ein. Tatkräftige Unterstützung fand der VJSB dabei durch den Zentralrat der Juden in Deutschland. Die Schirmherrschaft für die Veranstaltung hatten Charlotte Knobloch, Präsidentin der Israelitischen Kultusgemeinde München und Oberbayern, sowie Josef Schuster, Präsident des Zentralrats der Juden in Deutschland und des Landesverbandes der Israelitischen Kultusgemeinden in Bayern, übernommen.
Als Reaktion auf die COVID-19-Pandemie in Deutschland initiierte der Verband im März 2020 das Portal VJSB Cares. Dadurch hatten freiwillige Mitglieder des Verbandes die Möglichkeit älteren und kranken Menschen Nachbarschaftshilfe anzubieten. Freiwillige, die bei dem Projekt mitmachen wollten, konnten sich über die Seite des Verbandes im Internet anmelden. Zur Durchführung der Hilfsaktion stand der Verband in Kontakt mit der Sozialabteilung der Israelitischen Kultusgemeinde München und Oberbayern.

## Reaktionen
Im Juni 2020 wurde bekannt, dass eine explizit an den Vorsitzenden Michael Movchin gerichtete antisemitische Hassnachricht verschickt wurde und diesem dabei der Tod gewünscht wurde. Movchin hatte sich zuvor positiv über die Entscheidung der Landeshauptstadt München geäußert, das Tragen von gelben „Judensternen“ bei Demonstrationen gegen die Corona-Einschränkungen zu verbieten. Die Ermittlungen hat das für politisch rechts-motivierte Staatsschutzdelikte zuständige Kommissariat des Polizeipräsidiums München übernommen. Bayerns Antisemitismus-Beauftragter Ludwig Spaenle erklärte sich „tief entsetzt über die die Gewaltbereitschaft, die aus einer Hass-Mail gegen den Vorsitzenden des Verbandes jüdischer Studenten in Bayern spricht“.

## Kooperationen
Der VJSB findet Anschluss beim Studentenwerk München. Zudem unterbreitet der Verband Angebote rund um Glaube und Kultur, interkulturellen Dialog, politisches Engagement sowie Sport und Freizeit an der Technischen Universität München. Der VJSB wirkt an pro-israelischen Demonstrationen und Veranstaltungen wie dem bundesweiten Israeltag mit. Der Verband kooperiert mit der Jüdischen Studierendenunion Deutschlands.